# Стэнфордский тор

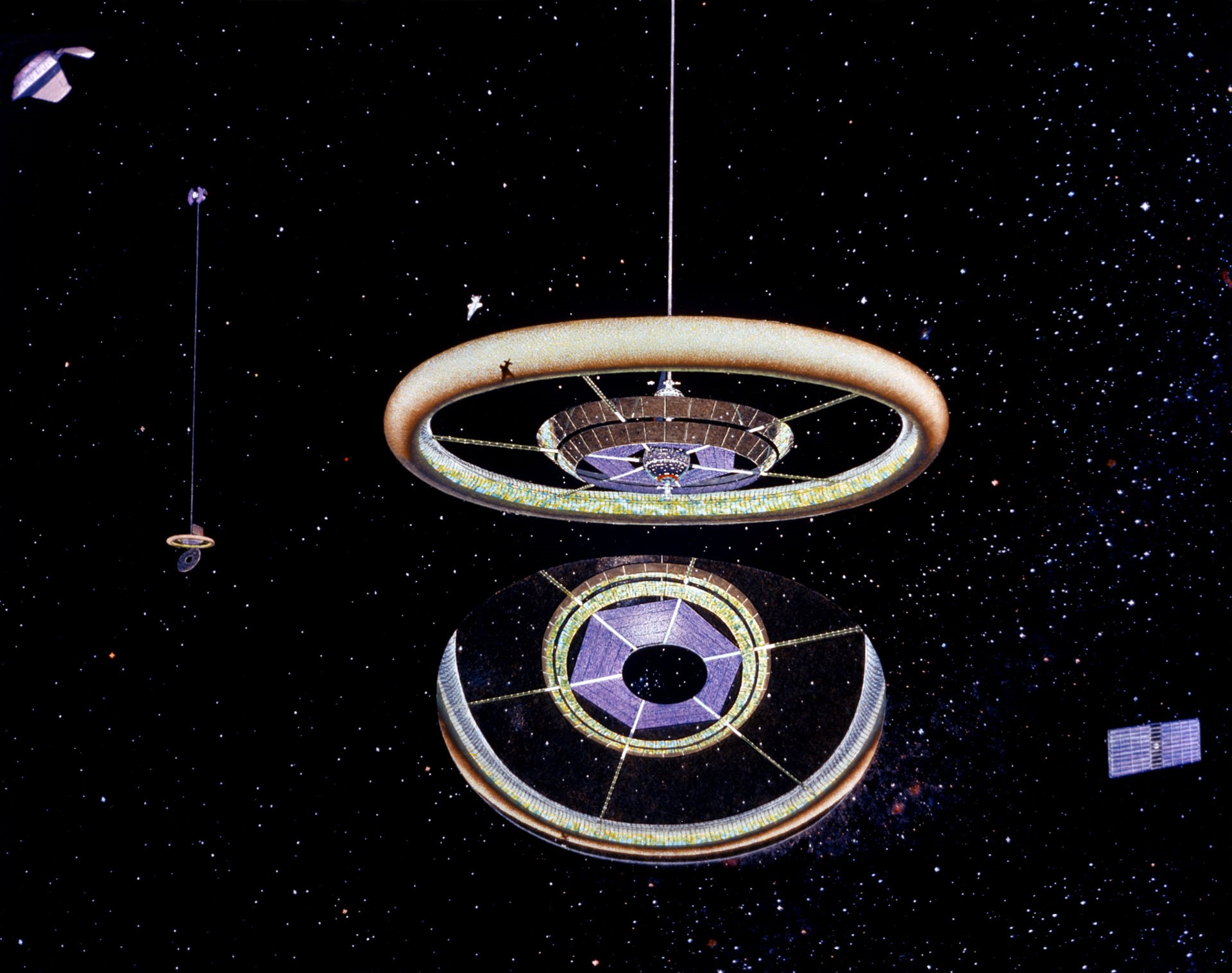
Внешний вид Стэнфордского тора: центр основания — неподвижное зеркало, которое отражает солнечный свет на вращающееся кольцо из вторичных зеркал вокруг центра, рис. Доналда Э. Дэвиса.

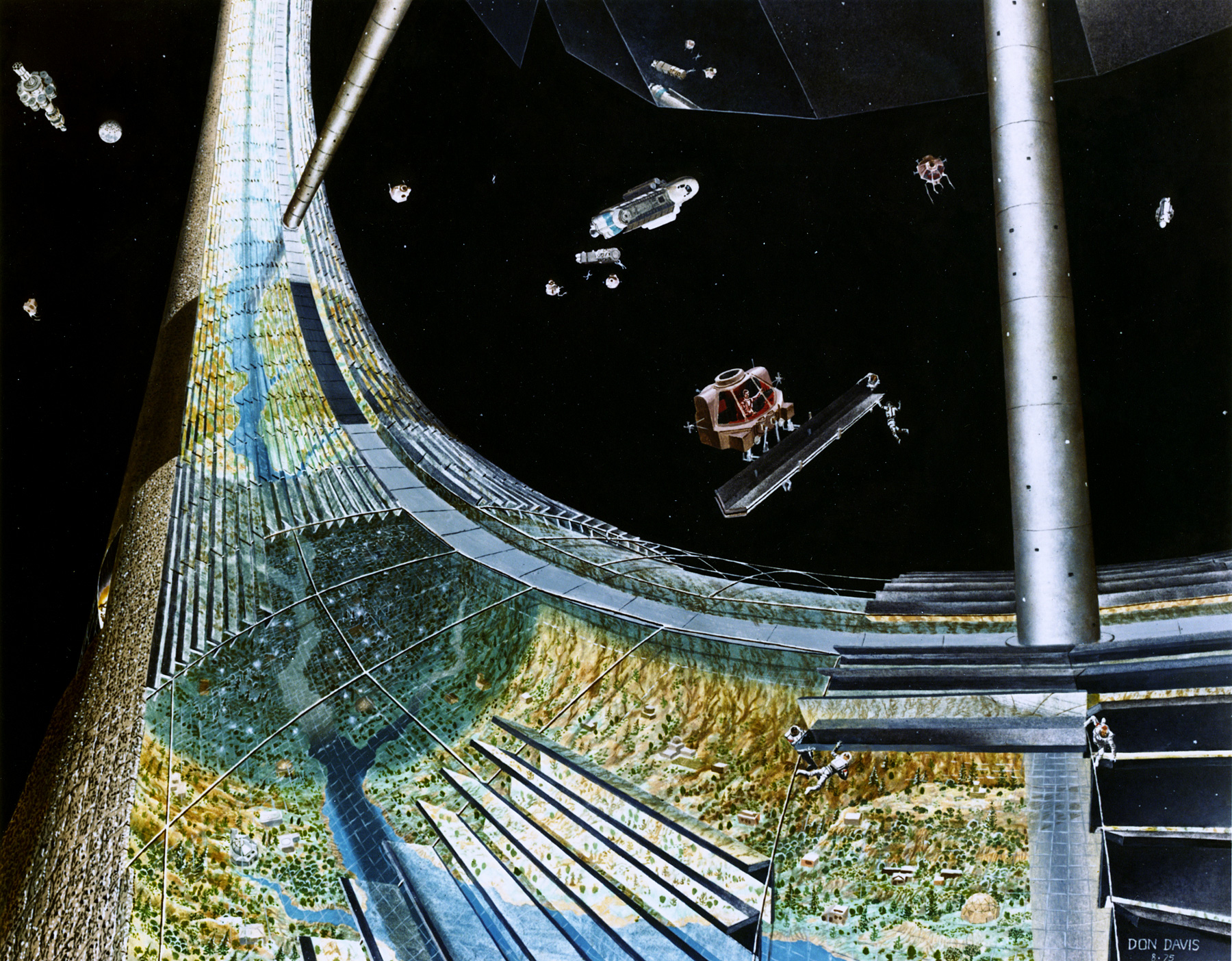
Стэнфордский тор в частичном разрезе, рис. Доналда Э. Дэвиса.

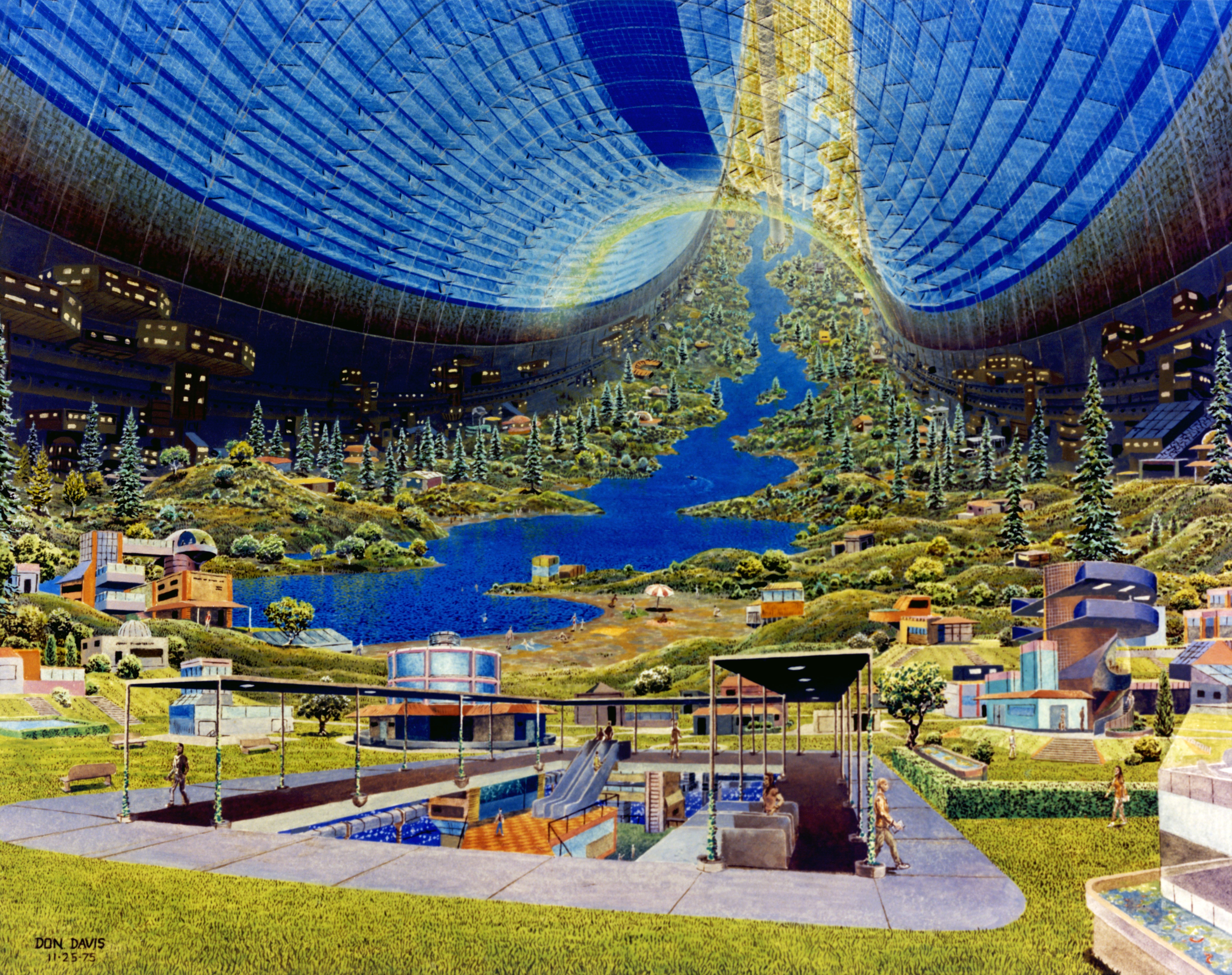
Внутренний вид Стэнфордского тора, рис. Доналда Э. Дэвиса.

Стэнфордский тор — проект космического поселения (большой космической станции, т. н. «Пространственной среды») в форме тора (бублика), способного вместить от 10 до 140 тысяч жителей.
Стэнфордский тор был предложен НАСА в течение лета 1975 года студентами Стэнфордского университета с целью осмыслить проект будущих космических колоний. Позже Джерард О’Нил представил свой Остров Один или Сферу Бернала, как альтернативу тору. «Стэнфордский тор», только в более детальной версии, представляющей собой концепцию кольцевидной вращающейся космической станции, был представлен Вернером фон Брауном , а также австрийским инженером словенского происхождения Германом Поточником.
Он представляет собой тор диаметром около 1,8 километра (для проживания 10 тыс.человек, как описывалось в работе 1975 года) и вращается вокруг своей оси (оборот в минуту), создавая на кольце искусственную гравитацию в 0,9 — 1 g за счёт центробежной силы.
Солнечный свет поступает внутрь через систему зеркал. Кольцо соединяется со ступицей через «спицы»-коридоры для движения людей и грузов до оси и обратно. Ступица — ось вращения станции — лучше всего подходит для стыковочного узла приёма космических кораблей, так как искусственная гравитация тут ничтожна: здесь находится неподвижный модуль, пристыкованный к оси станции.
Внутреннее пространство тора является жилым, оно достаточно большое для создания искусственной экосистемы, природного окружения, и внутри подобно длинной узкой ледниковой долине, чьи концы, в конечном счёте, изгибаются вверх, чтобы сформировать круг. Население живёт здесь в условиях, подобных густонаселённому пригороду, причём внутри кольца имеются отделения для занятия сельским хозяйством и жилая часть.

## Стэнфордский тор в фантастике
В научной фантастике существует множество вариантов тороидальных космических станций:
- В телесериале «Андромеда» (создатель Джин Родденберри), в 21-й и 22-й серии 4-го сезона действие происходит на космической станции «Арколог», которая имеет вид Стэнфордского тора. Возможно, эта станция стала прототипом для «Цитадели» из серии игр Mass Effect (см.ниже).
- В художественном фильме «Интерстеллар». Стэнфордский тор, на котором оказывается главный герой после спасения, находился возле планеты Сатурн.
- В художественном фильме «Элизиум — рай не на Земле» одноимённая космическая станция частично построена по принципу Стэнфордского тора.[10]
- Космическая станция на орбите Земли, придуманная Артуром Кларком и Стэнли Кубриком и изображённая в фильме «Космическая одиссея 2001 года».
- В советском научно-фантастическом фильме «Дорога к звёздам» 1957 года (на 38 минуте).
- В новеллах трилогии о Гее (Gaea Trilogy) Джона Варли описывается необычный естественный (?) спутник Сатурна, похожий на Стэнфордский тор.
- В сериале Звёздный крейсер «Галактика» один из гражданских кораблей флота имел форму Стэнфордского тора.
- В аниме серии Mobile Suit Gundam Wing наибольшее число космических колоний на земной орбите имеет форму Стэнфордского тора. Аниме серии Mobile Suit Gundam 00 также изображает орбитальную станцию типа Стэнфордского тора.
- В компьютерной игре Mass Effect главный модуль космической станции «Цитадель» имеет вид Стэнфордского тора.
- В компьютерной игре The Moment of Silence космическая станция Лунар-5 также имеет вид Стэнфордского тора.
- В 2009 году вышел фильм «Господин Никто», в котором главный герой путешествовал на Марс на корабле, часть которого имела форму Стэнфордского тора.
- Действие в играх Halo и Startopia происходит на космических станциях в форме Стэнфордского тора.
- В игре Vanquish действие также происходит на станции, похожей на Стэнфордский тор.
- В сериале Доктор Кто в сериях «The Ark in space» и в «Revenge of the Cybermen» есть станции в форме Стэнфордского тора.
- В играх X³: Воссоединение и X³: Земной конфликт Главная станция защиты земли «Торус» является гигантским вариантом Стэнфордского тора. Позднее эта станция была саботирована. Также большинство станций расы Аргон и Земли имеют схожие со Стэнфордским тором части.
- В компьютерной игре «Chaser: Вспомнить всё» космическая станция Маджестик выполнена в виде двойного Стэнфордского тора.
- В сериале Вавилон-5 фигурирует станция Ио (у одноимённой луны Юпитера), конструктивно выполненная в виде Стэнфордского тора. С однотипной ей космической станции в путешествии к планете За’Ха’Дум отбывает экспедиция на корабле «Икар».
- В компьютерной игре Elite: Dangerous многие космические станции имеют вид Стэнфордского тора.
- В компьютерной игре Rocket League присутствует игровая арена Starbase ARC, схожая в общих чертах со Стэнфордским тором.
- В компьютерной игре NieR: Automata присутствует космическая станция в форме Стэнфордского тора. Гравитация создаётся за счёт центробежной силы.
- В компьютерной игре IXION главная космическая станция в форме Стэнфордского тора. Гравитация создаётся за счёт центробежной силы. Игрок может обустроить 6 соединённых между собой секций тора.
- В художественном фильме «Падение Луны». На космической станции показывают утечку нанороботов в прошлом из-за чего вымирает существующая цивилизация II типа.
- В компьютерной игре Outer Wilds действие дополнения Echoes of the Eye происходит на космической станции в форме Стэнфордского тора.
- В компьютерной игре Stellaris существует мегасооружение типа «мир-кольцо», строящееся вокруг звезды, которое представляет собой Стэнфордский тор.